# Гордишівка (роз'їзд)
Гордишівка — роз'їзд Шевченківської дирекції Одеської залізниці на неелектрифікованій лінії Цвіткове — Христинівка між станціями Тальне (6 км) та Шаласька (10 км). Розташований в селі Гордашівка Звенигородського району Черкаської області.

## Історія
Роз'їзд відкритий у 1937 року на вже діючій лінії Христинівка — Шпола (з 15 (27) червня 1891 року).

## Пасажирське сполучення
На роз'їзді Гордишівка зупиняються приміські поїзди сполученням Черкаси — Умань.